# Campeonato Mundial de Waterpolo Masculino de 2003
El X Campeonato Mundial de Waterpolo Masculino se celebró en Barcelona (España) entre el 14 y el 26 de julio de 2003 en el marco del X Campeonato Mundial de Natación. El evento fue organizado por la Federación Internacional de Natación (FINA) y la Real Federación Española de Natación.

## Grupos
| Grupo A | Grupo B             | Grupo C  | Grupo D    |
| ------- | ------------------- | -------- | ---------- |
| Croacia | Serbia y Montenegro | Alemania | Rusia      |
| Canadá  | Japón               | China    | Brasil     |
| Hungría | Australia           | Italia   | España     |
| Rumania | Japón               | Grecia   | Eslovaquia |

## Fase preliminar
El primer equipo de cada grupo pasa directamente a los cuartos de final. Los equipos clasificados en segundo y tercer puesto tienen que disputar primero la clasificación a cuartos. Los equipos restantes juegan entre sí por los puestos 13 a 16.

### Grupo A
| Equipo  | J | G | E | P | GF | GC | DG  | PTS |
| ------- | - | - | - | - | -- | -- | --- | --- |
| Hungría | 3 | 2 | 1 | 0 | 29 | 15 | +14 | 5   |
| Croacia | 3 | 2 | 1 | 0 | 32 | 19 | +13 | 5   |
| Rumania | 3 | 1 | 0 | 2 | 24 | 24 | 0   | 2   |
| Canadá  | 3 | 0 | 0 | 1 | 9  | 36 | -27 | 0   |

### Grupo B
| Equipo              | J | G | E | P | GF | GC | DG  | PTS |
| ------------------- | - | - | - | - | -- | -- | --- | --- |
| Estados Unidos      | 3 | 2 | 1 | 0 | 32 | 16 | +16 | 5   |
| Serbia y Montenegro | 3 | 2 | 1 | 0 | 27 | 18 | +9  | 5   |
| Australia           | 3 | 1 | 0 | 2 | 23 | 22 | +1  | 2   |
| Japón               | 3 | 0 | 0 | 3 | 13 | 39 | -26 | 0   |

### Grupo C
| Equipo   | J | G | E | P | GF | GC | DG  | PTS |
| -------- | - | - | - | - | -- | -- | --- | --- |
| Italia   | 3 | 3 | 0 | 0 | 36 | 17 | +19 | 6   |
| Alemania | 3 | 2 | 0 | 1 | 27 | 22 | +5  | 4   |
| Grecia   | 3 | 1 | 0 | 2 | 29 | 21 | +8  | 2   |
| China    | 3 | 0 | 0 | 3 | 10 | 42 | -32 | 0   |

### Grupo D
| Equipo     | J | G | E | P | GF | GC | DG  | PTS |
| ---------- | - | - | - | - | -- | -- | --- | --- |
| España     | 3 | 3 | 0 | 0 | 30 | 16 | +14 | 6   |
| Rusia      | 3 | 2 | 0 | 1 | 26 | 18 | +8  | 4   |
| Eslovaquia | 3 | 1 | 0 | 2 | 17 | 22 | -5  | 2   |
| Brasil     | 3 | 0 | 0 | 1 | 10 | 27 | -17 | 0   |

## Fase final
|  | Clasif. a cuartos | Clasif. a cuartos   |                     |                     | Cuartos de final | Cuartos de final    |        |              | Semifinales  | Semifinales |  |  | Final | Final |
|  |                   |                     |                     |                     |                  |                     |        |              |              |             |  |  |       |       |
|  |                   |                     |                     |                     |                  |                     |        |              |              |             |  |  |       |       |
|  |                   |                     |                     |                     |                  |                     |        |              |              |             |  |  |       |       |
|  |                   |                     |                     |                     |                  |                     |        |              |              |             |  |  |       |       |
|  | Estados Unidos    | 2                   |                     |                     |                  |                     |        |              |              |             |  |  |       |       |
|  | Estados Unidos    | 2                   | Grecia²             | 15                  |                  |                     |        |              |              |             |  |  |       |       |
|  |                   | Grecia              | Grecia²             | 15                  | 4                |                     |        |              |              |             |  |  |       |       |
|  | Rusia             | Grecia              | 14                  |                     | 4                | Grecia              | 8      |              |              |             |  |  |       |       |
|  | Rusia             |                     | 14                  |                     |                  | Grecia              | 8      |              |              |             |  |  |       |       |
|  |                   |                     |                     | Hungría¹            | 9                |                     |        |              |              |             |  |  |       |       |
|  | Hungría           | 13                  |                     | Hungría¹            | 9                |                     |        |              |              |             |  |  |       |       |
|  | Hungría           | 13                  | Eslovaquia          | 7                   |                  |                     |        |              |              |             |  |  |       |       |
|  |                   | Eslovaquia          | Eslovaquia          | 7                   | 5                |                     |        |              |              |             |  |  |       |       |
|  | Alemania          | Eslovaquia          | 6                   |                     | 5                | Hungría¹            | 11     |              |              |             |  |  |       |       |
|  | Alemania          |                     | 6                   |                     |                  | Hungría¹            | 11     |              |              |             |  |  |       |       |
|  |                   |                     |                     | Italia              | 9                |                     |        |              |              |             |  |  |       |       |
|  | Italia            | 7                   |                     | Italia              | 9                |                     |        |              |              |             |  |  |       |       |
|  | Italia            | 7                   | Australia           | 10                  |                  |                     |        |              |              |             |  |  |       |       |
|  |                   | Australia           | Australia           | 10                  | 3                |                     |        |              |              |             |  |  |       |       |
|  | Croacia           | Australia           | 6                   |                     | 3                | Italia              | 6      | Tercer lugar | Tercer lugar |             |  |  |       |       |
|  | Croacia           |                     | 6                   |                     |                  | Italia              | 6      | Tercer lugar | Tercer lugar |             |  |  |       |       |
|  |                   |                     |                     | Serbia y Montenegro | 5                |                     |        |              |              |             |  |  |       |       |
|  | España            | 3                   |                     | Serbia y Montenegro | 5                |                     |        |              |              |             |  |  |       |       |
|  | España            | 3                   | Serbia y Montenegro | 11                  |                  |                     | Grecia | 3            |              |             |  |  |       |       |
|  |                   | Serbia y Montenegro | Serbia y Montenegro | 11                  | 7                |                     | Grecia | 3            |              |             |  |  |       |       |
|  | Rumania           | Serbia y Montenegro | 3                   |                     | 7                | Serbia y Montenegro | 5      |              |              |             |  |  |       |       |
|  | Rumania           |                     | 3                   |                     |                  | Serbia y Montenegro | 5      |              |              |             |  |  |       |       |

- (¹) En tiempo extra
- (²) En penaltis

## Medallero
|         |        |                     |
| Hungría | Italia | Serbia y Montenegro |

## Estadísticas

### Clasificación general
| 1. Hungría             |
| 2. Italia              |
| 3. Serbia y Montenegro |
| 4. Grecia              |
| 5. España              |
| 6. Estados Unidos      |
| 7. Australia           |
| 8. Eslovaquia          |
| 9. Croacia             |
| 10. Rusia              |
| 11. Alemania           |
| 12. Rumania            |
| 13. Brasil             |
| 14. Canadá             |
| 15. Japón              |
| 16. China              |

- Datos: Q838765